# 14 regioni di Roma augustea
La divisione amministrativa della città di Roma in 14 regioni fu voluta da Augusto nel 7 a.C.
Le regioni, il cui nome tuttora si perpetua nella forma contratta di "rioni" (regiones), furono inizialmente contrassegnate solo da un numero, ma successivamente ciascuna ebbe anche un suo nome, dato probabilmente dall'uso. Le regioni erano suddivise in vici, ossia singoli quartieri.
(Svetonio, Augustus, 30.)
Queste regiones sono giunte a noi attraverso i cosiddetti Cataloghi regionari, in due differenti redazioni leggermente diverse tra loro. Delle due versioni la prima ci è giunta con il titolo di Curiosum urbis Romae regionum XIIII, mentre la seconda, priva di titolo, è normalmente conosciuta come Notitia urbis Romae.

## Elenco delle 14 regioni
- I Porta Capena: Prese il nome dalla porta delle mura serviane da cui entrava in città la via Appia e si estendeva nella valle da questa percorsa a sud del Celio, fino oltre il successivo percorso delle mura aureliane.
- II Caelimontium: Comprendeva il Celio, uno dei sette colli di Roma.
- III Isis et Serapis: Prese il nome da un santuario di Iside, nella zona dell'attuale via Labicana, e comprendeva la valle in cui poi sorse il Colosseo e il colle Oppio, una delle propaggini dell'Esquilino.
- IV Templum Pacis: Prese il nome dal complesso monumentale del Tempio della Pace, costruito dall'imperatore Vespasiano e comprendeva la Velia (collina tra il Palatino e l'Oppio, eliminata nel XX secolo per l'apertura di via dei Fori Imperiali) e la valle tra l'Esquilino e il Viminale, con il popolare quartiere della Suburra (Subura). Dell'Esquilino comprendeva le propaggini del Fagutale (Fagutal) con la zona delle "Carine" (Carinae) e parte del Cispio.
- V Esquiliae: Prese il nome dall'Esquilino e comprendeva parte dell'Oppio e del Cispio e la zona pianeggiante subito fuori le mura serviane.
- VI Alta Semita: Prese il nome dalla via che percorreva la dorsale del colle Quirinale e comprendeva quest'ultimo e il vicino Viminale.
- VII Via Lata: Prese il nome dal tratto della via Flaminia, che tra le mura serviane e le successive mura aureliane diventava una via urbana, corrispondente all'attuale Via del Corso. Comprendeva la parte della pianura del Campo Marzio ad est della via, compreso il collis hortulorum, più tardi detto mons Pincius, ossia l'attuale Pincio.
- VIII Forum Romanum Magnum: Comprendeva la valle tra Palatino e Campidoglio, che ospitò la prima piazza pubblica della città, il Foro Romano, il displuvio tra la Velia e il Palatino, fino all'Arco di Tito e al tempio di Venere e Roma e lo stesso colle capitolino.
- IX Circus Flaminius: Prese il nome dalla denominazione della parte meridionale della pianura del Campo Marzio, nella parte più vicina all'Isola Tiberina e comprendeva il settore della pianura ad ovest della via Lata.
- X Palatium: Comprendeva il colle Palatino
- XI Circus Maximus: Prese il nome dal Circo Massimo, che occupava la valle tra Palatino e Aventino e comprendeva, inoltre, il Velabro, la zona in origine paludosa con cui la valle tra Palatino e Campidoglio terminava verso il Tevere, e le contigue aree del Foro Boario e del Foro Olitorio.
- XII Piscina Publica: Prese il nome da un monumento scomparso durante l'età imperiale e comprendeva l'altura dove oggi sorge la chiesa di San Saba, che oggi, a differenza che in antico, è ritenuta parte dell'Aventino, e le sue propaggini verso la via Appia, occupate dalle terme di Caracalla.
- XIII Aventinus: Comprendeva l'Aventino e la pianura ai suoi piedi, lungo il Tevere, dove era la zona dell'Emporium, il primo porto fluviale.
- XIV Transtiberim: Comprendeva l'Isola Tiberina ed i quartieri della città oltre il Tevere, da cui è derivato Trastevere.

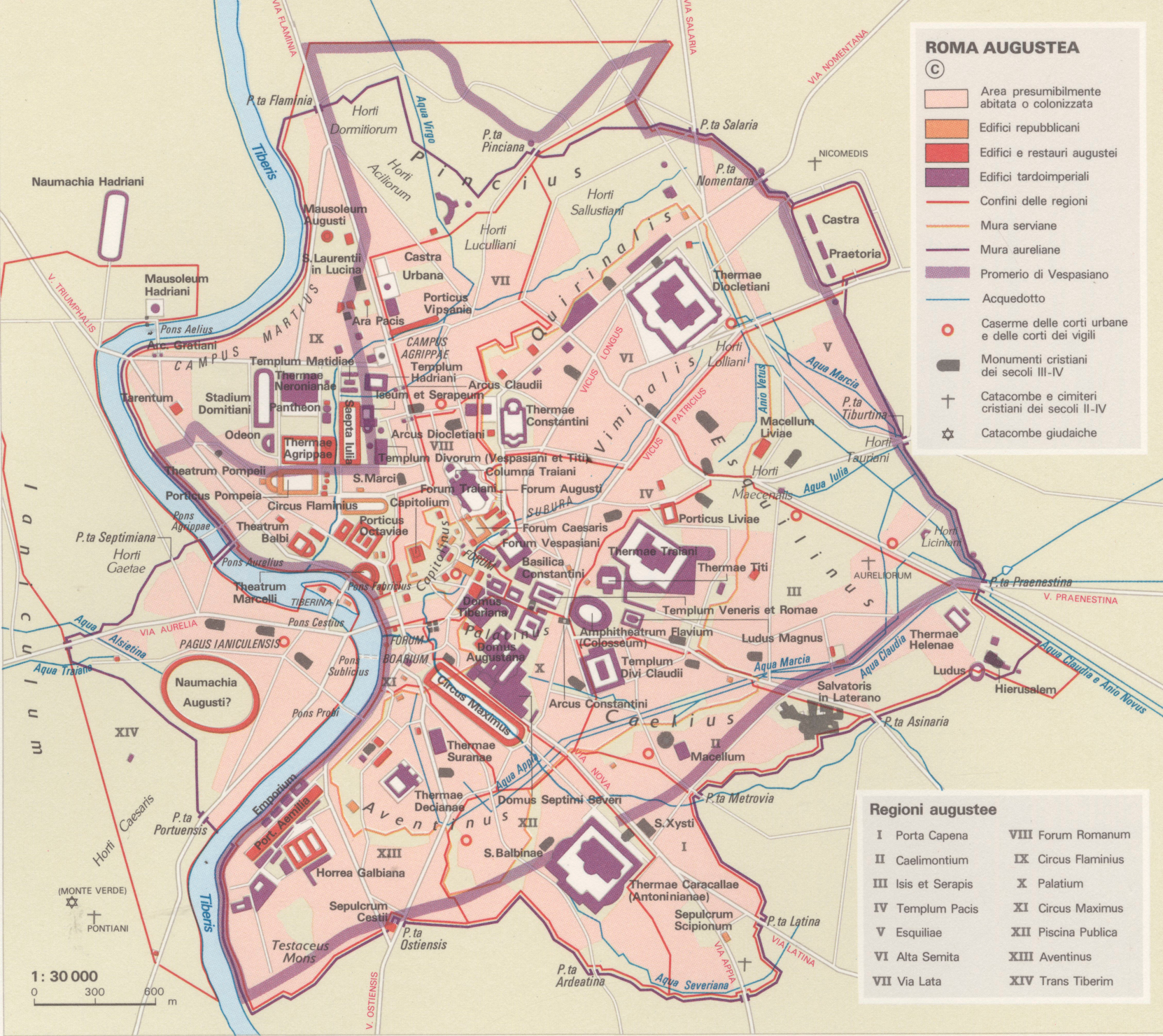
Atlante tematico d'Italia - Touring Club Italiano e CNR
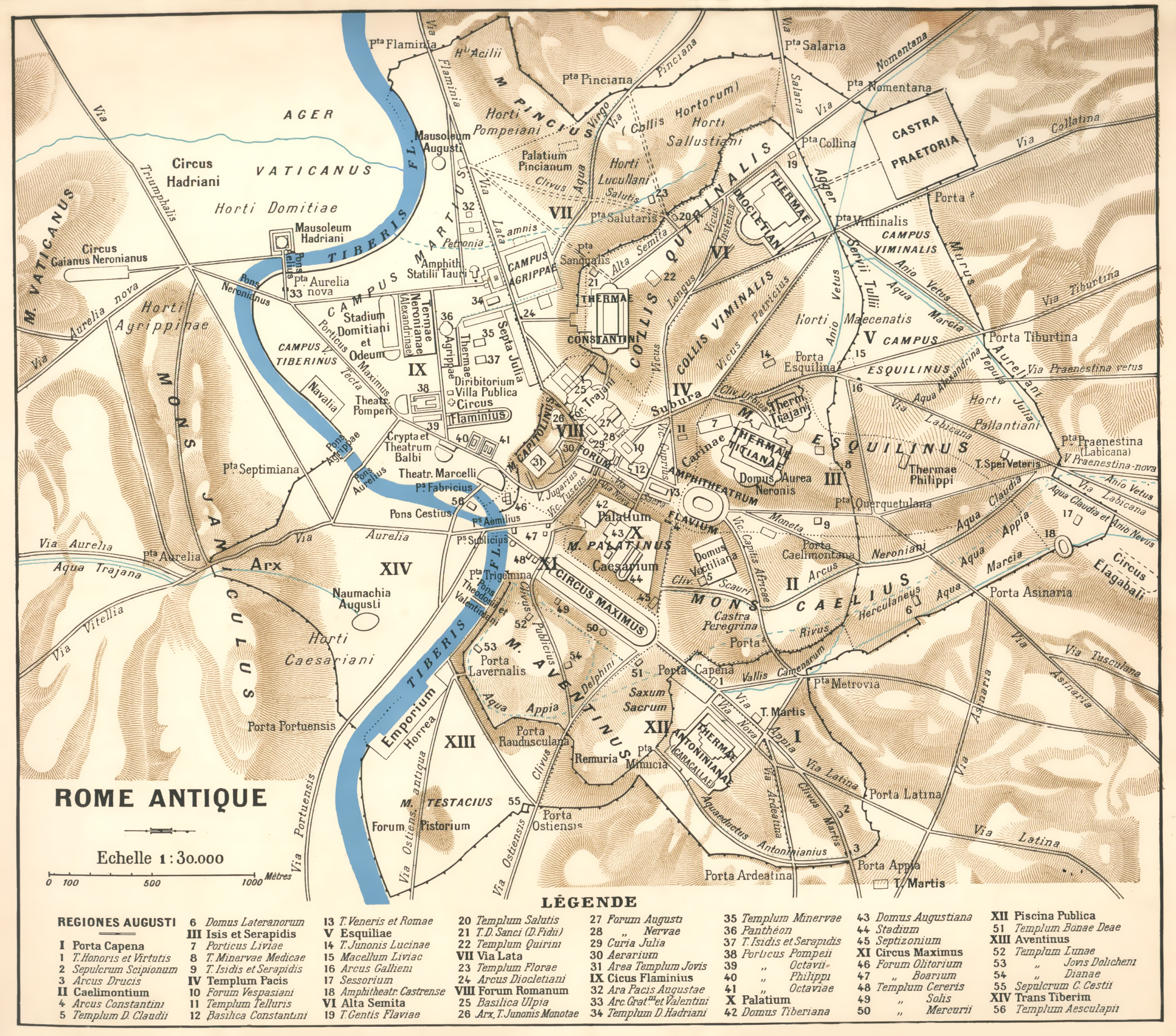
Noveau Larousse Ilustré (1866-1877).
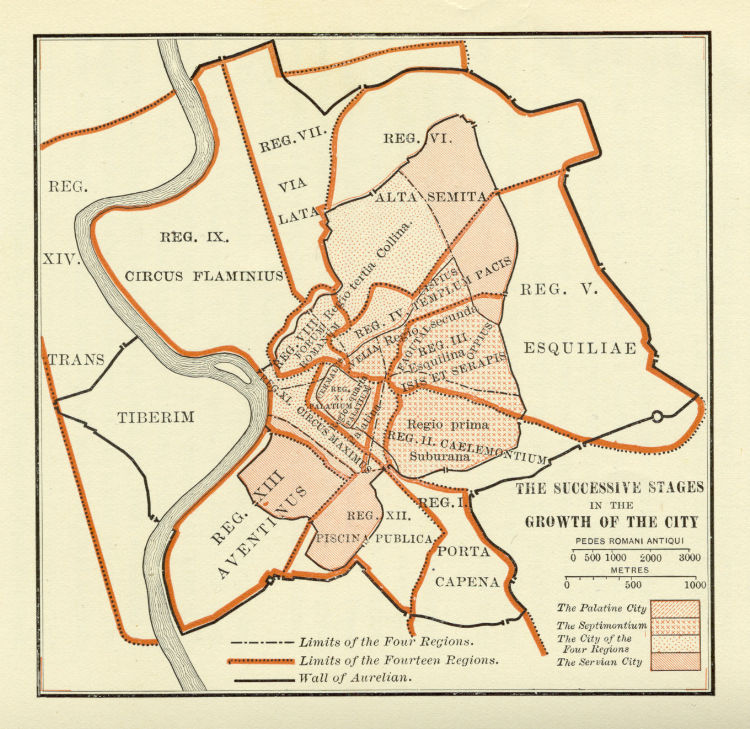
Le 14 regiones augustee secondo Samuel Ball Platner .
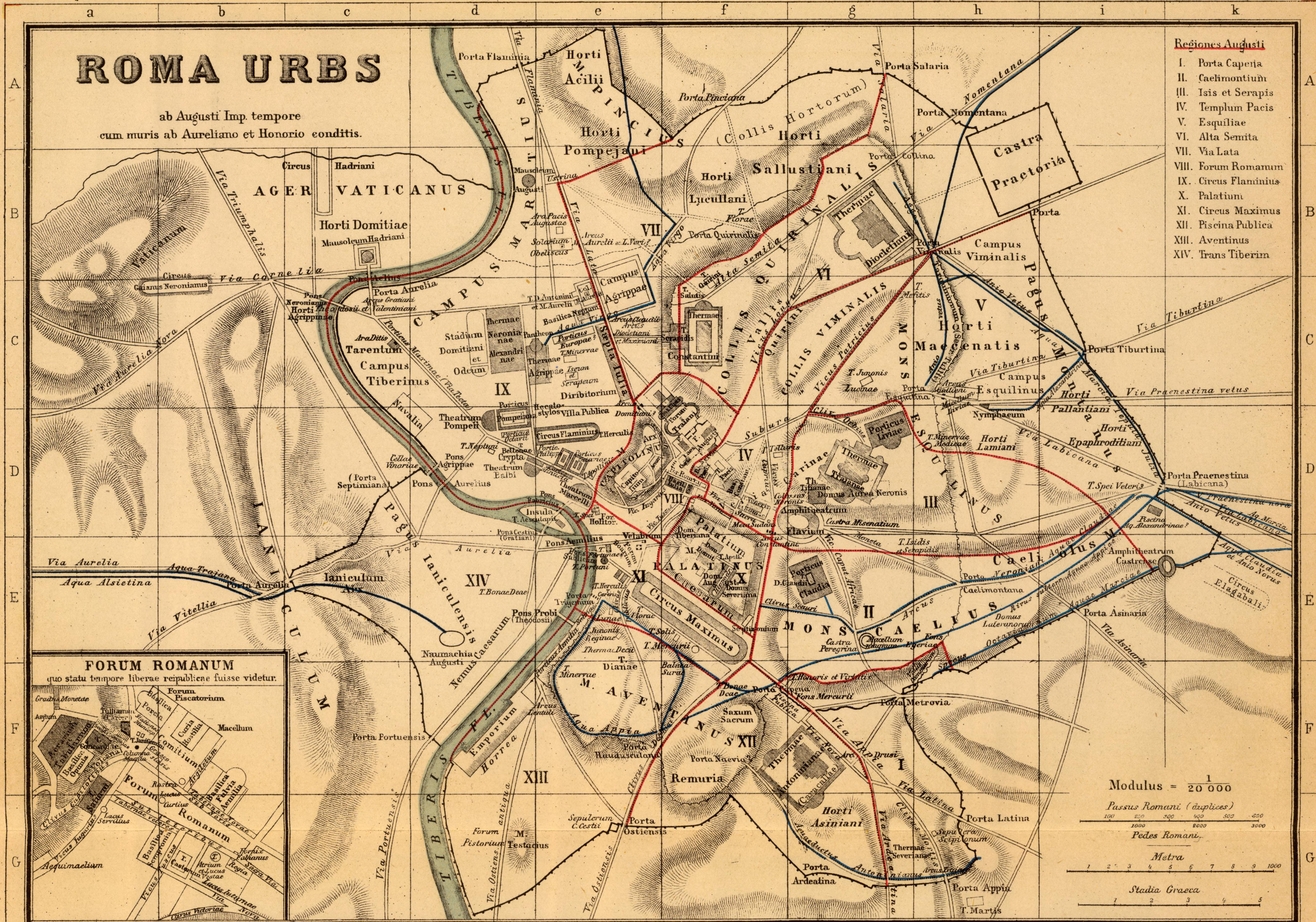
Le 14 regiones augustee secondo Heinrich Kiepert.
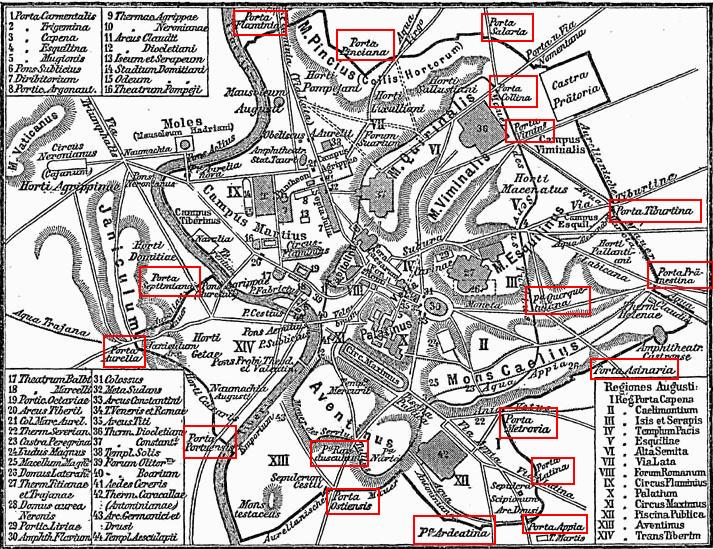
Le 14 regiones augustee (versione del 1888).
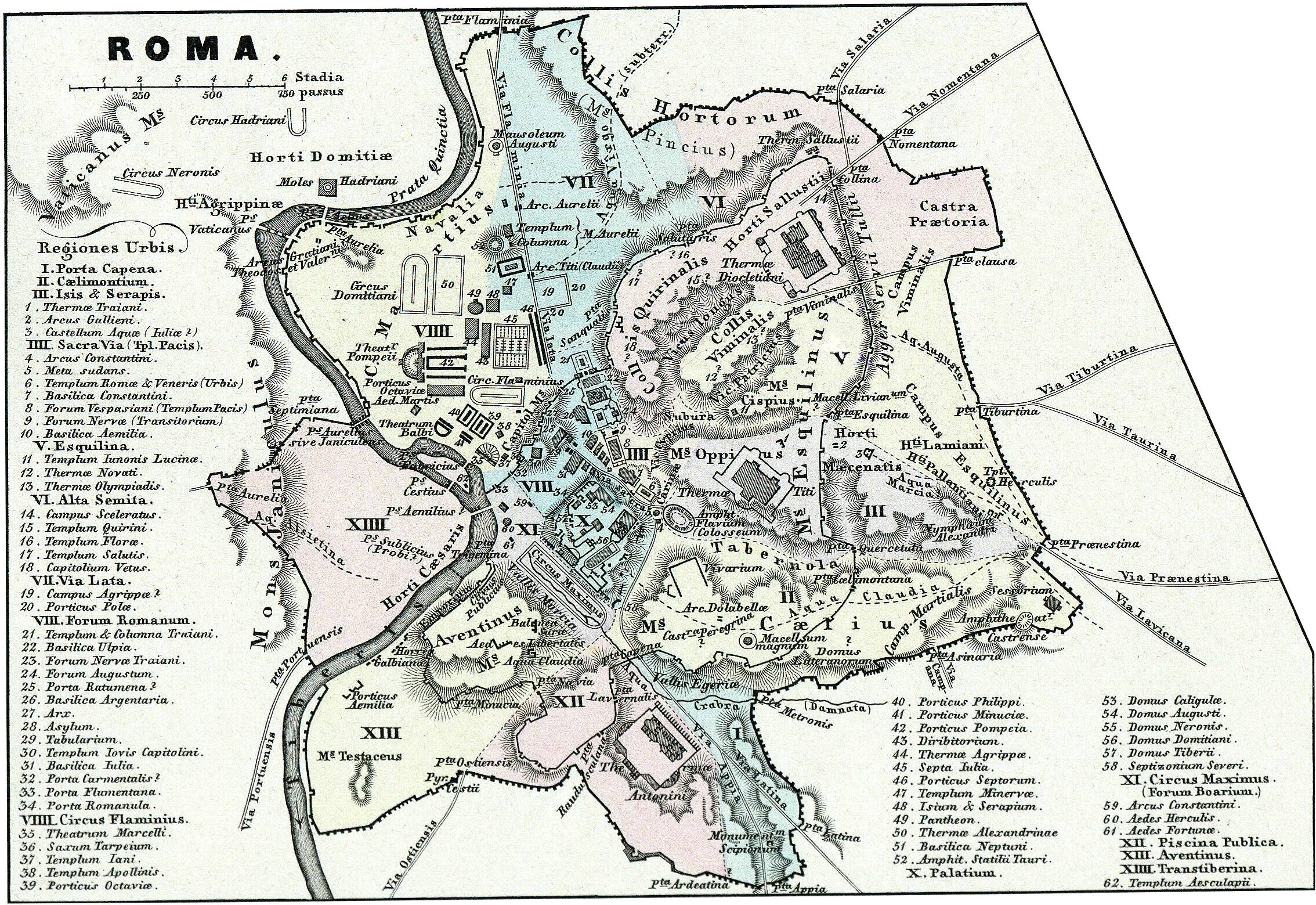
ATLAS ANTIQUUS Karoli Spruneri opus tertio edidit Theodorus Menke (1862).
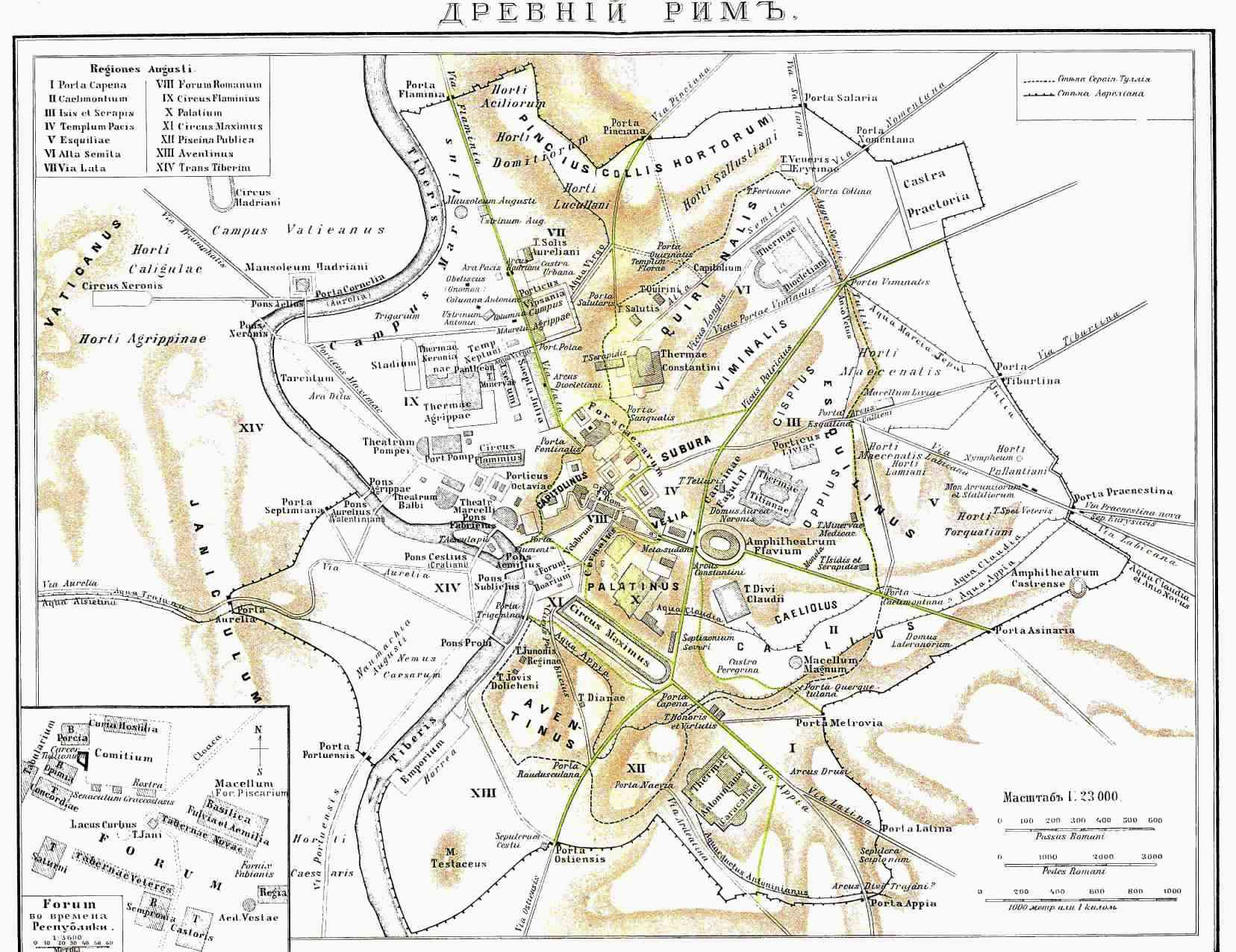
Le 14 regiones augustee secondo Брокгауз и Ефрон.